# The Spectator
The Spectator – pismo założone w 1711 roku w Wielkiej Brytanii. Głównymi pomysłodawcami i autorami piszącymi doń artykuły byli Richard Steele i Joseph Addison. Pismo przedstawiało wigowski pogląd na świat. Od momentu wydania pierwszego numeru datuje się często brytyjskie oświecenie jako całość. Irlandczyk Steele i Anglik Addison podejmowali głównie tematykę społeczną i czasem naukową. „The Spectator” wydawano do 1714 roku. Zgromadzone później numery w jeden gruby tom były po 1714 roku dostępne w kawiarniach-czytelniach, jakich wówczas pełno było w Londynie i w bibliotekach.

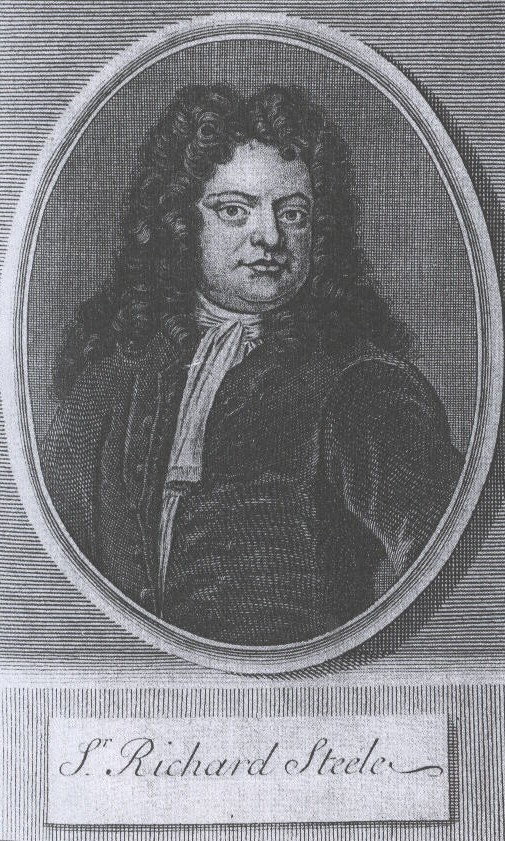
Richard Steele

Przedtem gazety były właściwie jedynie biuletynami informacyjnymi, nie wyrażały żadnej opinii i nie miały ambicji ulepszania społeczeństwa. „The Spectator” był pierwszy.
Ideę naśladowano w wielu krajach; Niemczech, Francji i Włoszech („Osservatore”).
Pod koniec XVIII wieku Stanisław August Poniatowski, wielki anglofil patronował stworzeniu polskiego odpowiednika – „Monitora”.
Pismo ośmieszało elementy magiczne w życiu Anglików; wiarę w czary, alchemię, odczynianie, klątwy i legendy. Jednocześnie przedstawiając wiele możliwości rozumnego postępowania i popularyzując teorie filozoficzne przedstawione prostymi słowami.
The Spectator był obok broszur, które wydawał 70 lat potem Thomas Paine największym sukcesem wydawniczym XVIII wieku. Neil Postman szacował, że z jego treścią mogła być obeznana nawet 1/4 mieszkańców 600-tysięcznego Londynu, gdyż był dostępny w kawiarniach i barach za darmo. Jednoczesny nakład dochodził do 50 tys. egzemplarzy, co było fenomenem w czasach, gdy nawet dzieła Paine’a były drukowane w ok. 20 tys. egz., podobnie jak powiastki Voltaire’a.
Taki sam tytuł („The Spectator”) nosi dziś magazyn założony przez braci Berclay na początku XIX wieku.